# Parc olympique de Munich
Le Parc olympique de Munich (en allemand : Olympiapark) est le parc olympique des Jeux olympiques d'été de 1972 à Munich en Allemagne. 

## Historique
Le parc olympique de Munich est un vaste complexe de 3 km2 (300 hectares) aménagé à l’occasion des Jeux olympiques de 1972 au nord de la ville. Le site est dominé par la tour de télévision « Olympiaturm » haute de 290 mètres.

## Architecture
Dans l'histoire récente de l'architecture allemande, le site olympique jouit d'une reconnaissance croissante. Le célèbre critique de culture munichois Gottfried Knapp l'a décrit dans un article du Süddeutsche Zeitung comme «la contribution la plus importante de l'Allemagne à la construction mondiale de la culture dans la seconde moitié du siècle», écrit-il :
«Le site olympique de Munich est perçu dans le monde entier comme un symbole architectural de la liberté intellectuelle et de la joyeuse ouverture d'esprit que les Allemands ont acquises après la dictature et la guerre. Les bâtiments olympiques pourraient être qualifiés de véritables monuments de la République fédérale. "
Le parc olympique est un site protégé dans son ensemble. 

## Les équipements
- Stade olympique
- Tour olympique
- Palais des sports (Olympiahalle)
- Stade de basket
- Stade nautique
- Patinoire
- SAP Garden (salle multifonctions, inaugurée en 2024)
- Des courts de tennis
- Lac artificiel
- L'Aquarium Sea Life de Munich (inauguré en 2006)
- Des bars et restaurants

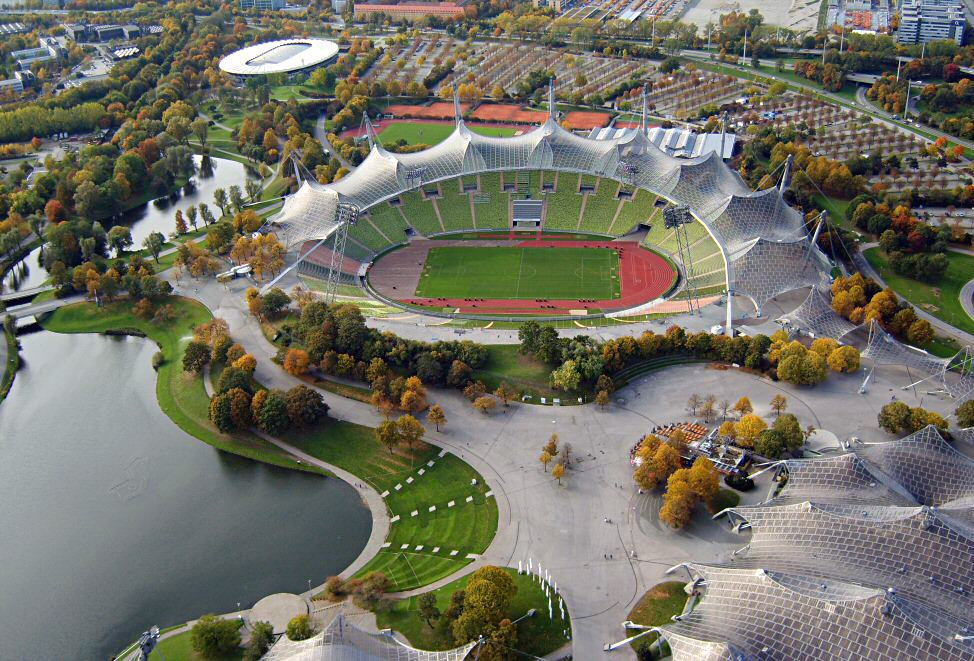
Stade olympique de Munich
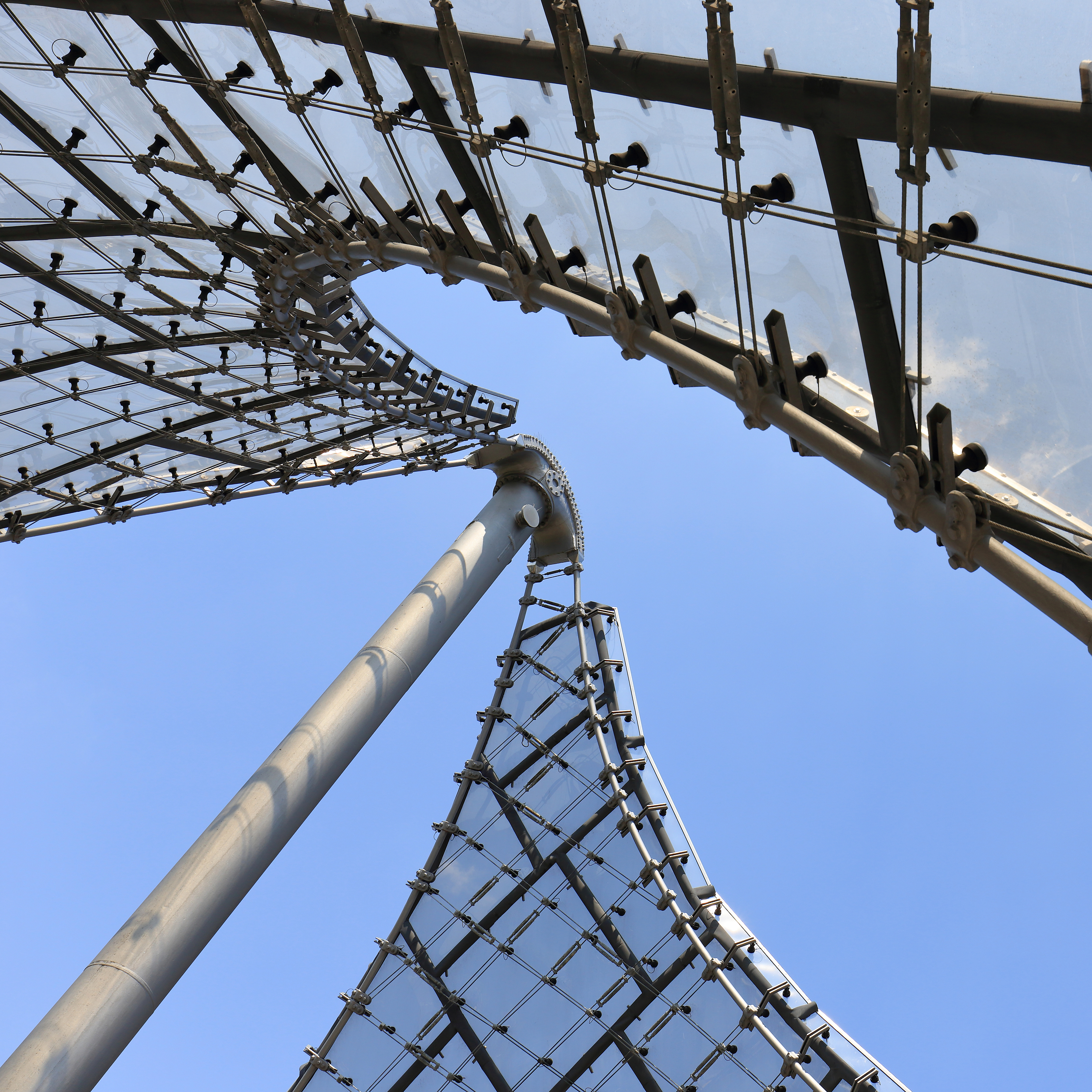
Le toit en tension mécanique dans le parc olympique. Juillet 2018.

## Usages actuels
Le Parc olympique est l'un des sites d'événements nationaux et internationaux les plus importants et le site olympique le mieux utilisé au monde : environ quatre millions de visiteurs inscrits assistent à environ 350 événements chaque année. En novembre 2015, le parc de 85 hectares a accueilli depuis le début de son existence plus de 11 500 événements et plus de 200 millions de visiteurs. Depuis les Jeux d'été de 1972, les bâtiments du parc olympique ont notamment accueilli 31 championnats du monde, 12 championnats européens et presque 100 championnats allemands. Il existe également de nombreux autres événements tels que des concerts, des foires commerciales, des expositions, etc. 